# Estación Río Cuarto
Río Cuarto es una estación ferroviaria ubicada en la ciudad del mismo nombre, Departamento Río Cuarto, Provincia de Córdoba, República Argentina.

## Servicios
La estación corresponde al Ferrocarril General Bartolomé Mitre y al Ferrocarril General San Martín de la red ferroviaria argentina. Presta servicios de cargas por la empresa estatal Trenes Argentinos Cargas y a Nuevo Central Argentino.
Los servicios de pasajeros se interrumpieron en 1976, hasta ese entonces corría el tren "Comechingones" entre Retiro, Pergamino, Venado Tuerto y Río Cuarto. De acuerdo a la información existente algunos días por semana corría vía Corral de Bustos.
Los trenes de carácter local y regional desaparecieron en los años 70. 
Desde entonces nunca hubo ningún proyecto ni iniciativa para la reactivación de estos servicios.